# Goldlauter
Goldlauter – część dzielnicy Goldlauter-Heidersbach w mieście na prawach powiatu Suhl w Turyngii, w Niemczech.

## Położenie
Goldlauter położone jest na południowym stoku Lasu Turyńskiego, u podnóża wzgórza Beerberges (982,9 m) na północ od centrum miasta Suhl, na wschód od Zella-Mehlis i na południe od Oberhof w dolinie potoku Lauter, który wpada do rzeki Hasel. Droga Zellaer Straße łączy miasto Suhl oraz drogę krajową nr 324.

## Historia
Goldlauter po raz pierwszy wspomniano w dokumencie 21 października 1519 roku. W latach 1618–1668 Goldlauter zostało dotknięte polowaniami na czarownice. Siedem kobiet i jeden mężczyzna zostało oskarżonych o czary. Sześć kobiet zostało spalonych.
Wsie Heiderbach i Goldlauter zostały połączone 1 kwietnia 1938 roku jako gmina Goldlauter-Heiderbach, która 1 kwietnia 1979 roku została włączona do miejscowości Suhl. Goldlauter jeszcze około 1990 roku było przestrzennie oddzielone od głównego miasta. Dzięki budowie osiedli mieszkaniowych miejscowość ma obecnie 3500 mieszkańców. W Goldlauter urodził się niemiecki kompozytor Ernst Anschütz.